# Oltre Apollo
Oltre Apollo (Beyond Apollo) è un romanzo di fantascienza di Barry N. Malzberg del 1972, primo vincitore del premio John Wood Campbell Memorial nel 1973.

## Trama
Harry M. Evans è l'unico sopravvissuto alla disastrosa prima spedizione con equipaggio sul pianeta Venere. È lo stesso Evans a raccontare l'accaduto, narrandole come in un romanzo in svolgimento. La sua narrazione, con dettagli spesso incongruenti tra loro, fanno capire al lettore che i resoconti di Evans non sono affidabili; addirittura, a causa delle sue descrizioni fondate su una profonda (e talvolta comica) paranoia, con assurde conversazioni con gli abitanti venusiani, si arriva a ipotizzare che Evans sia affetto da disturbi mentali o sotto il controllo telepatico delle creature che popolano il pianeta Venere. Alcuni dettagli lasciano intuire che Evans possa aver ucciso uno dei membri dell'equipaggio della nave. Il romanzo si conclude con l'offerta di una casa editrice che vuole acquistare i diritti del romanzo di Evans.

## Edizioni
(elenco parziale)

### In lingua originale
- 1972 – Beyond Apollo, Random House
- 1974 – Beyond Apollo, Pocket Books

### In italiano
- 1978 – Oltre Apollo, Armenia Edizioni, traduzione di G. P. Sandri
- 2012 – Oltre Apollo, Mimesis, a cura di Riccardo Gramantieri

## Premi
- 1973 – Premio John Wood Campbell Memorial